# All Over You (Live)
All Over You is een nummer van de Amerikaanse rockband Live uit 1995. Het is de vierde single van hun tweede studioalbum Throwing Copper.
Het nummer had wereldwijd niet veel succes. In de Amerikaanse Billboard Hot 100 deed het nummer het nog wel aardig met een 33e positie, maar in Nederland moest het nummer het doen met een 11e positie in de Tipparade.